# Kiss Béla (labdarúgó)
Kiss Béla, Klein (Budapest, 1890. december 3. – 1969. május 30.) válogatott labdarúgó, fedezet.

## Pályafutása

### Klubcsapatban
1912-ig a FIAK labdarúgója volt. 1913 és 1920 között játszott a Ferencvárosban. Háromszor volt ezüst- és kétszer bronzérmes a csapattal a bajnokságban. A Fradiban összesen 99 mérkőzésen szerepelt (52 bajnoki, 26 nemzetközi, 21 hazai díjmérkőzés) és 4 gólt szerzett (1 bajnoki, 3 egyéb). 1917-ben katonai szolgálatot teljesített Bécsben. Ez idő alatt kölcsönjátékosként szerepelt a Wiener AC csapatában.

### A válogatottban
1914-ben két alkalommal szerepelt a válogatottban.

## Sikerei, díjai
- Magyar bajnokság
  - 2.: 1913–14, 1917–18, 1918–19
  - 3.: 1919–20, 1920–21

## Statisztika

### Mérkőzései a válogatottban
| Magyarország | Magyarország     | Magyarország              | Magyarország | Magyarország | Magyarország  | Magyarország | Magyarország | Magyarország |
| #            | Dátum            | Helyszín                  | Hazai        | Eredmény     | Vendég        | Kiírás       | Gólok        | Esemény      |
| ------------ | ---------------- | ------------------------- | ------------ | ------------ | ------------- | ------------ | ------------ | ------------ |
| 1.           | 1914. május 31.  | Budapest, Üllői úti pálya | Magyarország | 5 – 1        | Franciaország | barátságos   | -            |              |
| 2.           | 1914. október 4. | Budapest, Üllői úti pálya | Magyarország | 2 – 2        | Ausztria      | barátságos   | -            |              |
|              | Összesen         |                           |              | 2            | mérkőzés      |              | 0            | gól          |